# تیتوس ولیور
تیتوس ولیور (انگلیسی: Titus Welliver؛ زاده ۱۲ مارس ۱۹۶۱) بازیگر اهل ایالات متحده آمریکا است.
از فیلم‌ها یا برنامه‌های تلویزیونی که وی در آن نقش داشته‌است، می‌توان به لاست، آرگو، مردی روی لبه، شهر، تبدیل‌شوندگان: عصر انقراض، پیچ خورده، نقشه فرار ۲: جهنم، آبشارهای مالهالند، بزهکاران و حمله به کلانتری ۱۳ اشاره کرد.